# Sergejs Naumovs
Sergejs Naumovs (* 4. April 1969 in Riga, Lettische SSR) ist ein ehemaliger lettischer Eishockeytorwart und jetziger -trainer.

## Karriere
Naumovs begann seine Karriere bei Dinamo Riga und wechselte 1991 zum HK ZSKA Moskau. 1993 kehrte er für ein Jahr in seine Heimatstadt zurück, bevor er nach Nordamerika ging und für verschiedene Clubs der Minor Leagues spielte. Zwischen 1995 und 2000 stand er bei den San Diego Gulls unter Vertrag. Dort verbrachte er die erfolgreichste Zeit seiner Karriere. Zwischen 1996 und 1998 gewann das Team dreimal in Folge den Taylor Cup, die Meisterschaftstrophäe der West Coast Hockey League. Er selbst wurde 1996 und 1998 zum wertvollsten Spieler der Playoffs sowie 1996 zum besten Torwart der Liga ernannt.

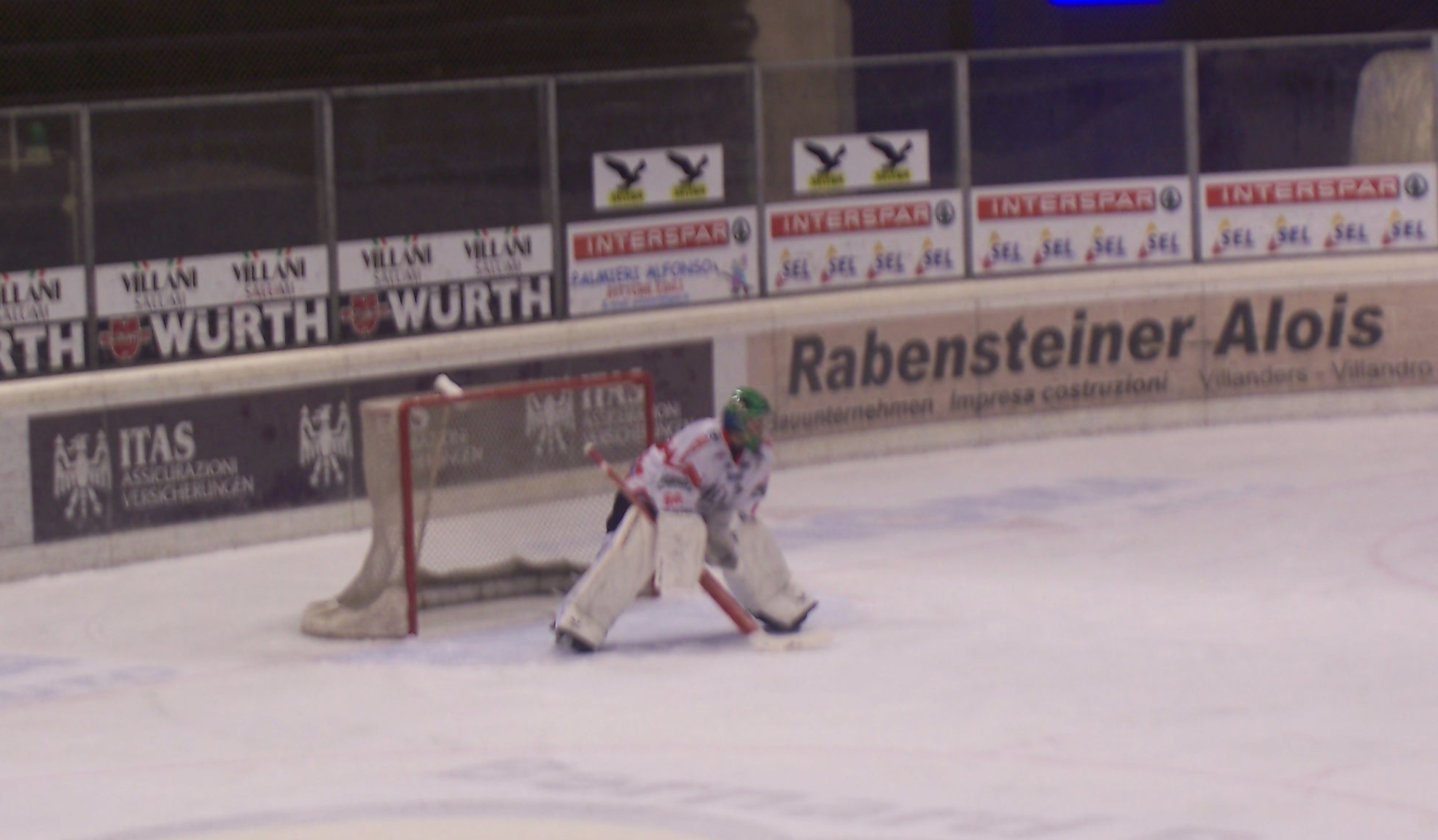
Naumovs im Tor des HC Bozen

Nachdem er die Saison 2000/01 bei den Greensboro Generals in der East Coast Hockey League begonnen hatte, wechselte er Anfang 2001 nach Schweden zum Leksands IF. Danach folgte eine Spielzeit beim Djurgårdens IF. Es folgte der Wechsel zurück nach Russland, wo SKA Sankt Petersburg, Sewerstal Tscherepowez, Salawat Julajew Ufa, Witjas Tschechow, Chimik Woskressensk und Torpedo Nischni Nowgorod bis zum Sommer 2006 weitere Stationen seiner Karriere waren.
Die Saison 2006/07 verbrachte der Lette beim HC Bozen in Italien und gewann dort die Coppa Italia, den italienischen Pokalwettbewerb. In der folgenden Spielzeit stand er für den HK Homel in der belarussischen Meisterschaft im Tor. Im Sommer 2008 wurde er vom neu gegründeten KHL-Teilnehmer Dinamo Riga unter Vertrag genommen, für das er ein Jahr lang spielte. Zur Saison 2009/10 schloss er sich den Dinamo-Juniors Riga an, bestritt jedoch nur ein einziges Spiel in der belarussischen Extraliga für die Mannschaft, ehe er seine aktive Karriere beendete.
Zwischen 2009 und 2012 war er als Torwarttrainer für Dinamo Riga aus der KHL und für den HK Riga aus der multinationalen Nachwuchsliga Molodjoschnaja Chokkeinaja Liga tätig. Anschließend folgte er dem ehemaligen Cheftrainer Július Šupler von Dinamo zum HK Donbass Donezk in gleicher Position.
In der Saison 2014/15 war er Torwarttrainer bei Atlant Moskowskaja Oblast, zwischen 2015 und 2018 war er in gleicher Position bei Lokomotive Jaroslawl beschäftigt. In der Saison 2018/19 war er Torwarttrainer beim HK ZSKA Moskau.

### International
Naumovs gehört neben Artūrs Irbe und Edgars Masaļskis zu den besten Torhüter Lettlands der letzten 20 Jahre. Er spielte bei vielen Weltmeisterschaften und zwei Olympischen Spielen. Auch bei der Winterolympiade 2010 gehört er zum lettischen Kader.
Bei folgenden Turnieren gehörte Naumovs zum Kader:
| - C-Weltmeisterschaft 1993 - B-Weltmeisterschaft 1994 - B-Weltmeisterschaft 1995 - Qualifikationsturnier zur Weltmeisterschaft 2000 - Weltmeisterschaft 2000 - Qualifikationsturnier zu den Olympischen Winterspielen 2002 - Weltmeisterschaft 2001 - Olympische Winterspiele 2002 - Weltmeisterschaft 2002 | - Weltmeisterschaft 2003 - Weltmeisterschaft 2004 - Qualifikationsturnier zu den Olympischen Winterspielen 2006 - Olympische Winterspiele 2006 - Weltmeisterschaft 2006 - Weltmeisterschaft 2007 - Weltmeisterschaft 2008 - Qualifikationsturnier zu den Olympischen Winterspielen 2010 - Weltmeisterschaft 2009 |

## Erfolge und Auszeichnungen
| - 1996 Taylor-Cup-Gewinn mit den San Diego Gulls - 1996 WCHL-Torhüter des Jahres - 1996 WCHL-Play-off-MVP - 1997 Taylor-Cup-Gewinn mit den San Diego Gulls | - 1998 Taylor-Cup-Gewinn mit den San Diego Gulls - 1998 WCHL-Play-off-MVP - 2007 Italienischer Pokalsieger mit dem HC Bozen |

### International
- 1993 Aufstieg in die B-Gruppe bei der C-Weltmeisterschaft
- 1993 Bester Torhüter der C-Weltmeisterschaft
- 1994 All-Star-Team der B-Weltmeisterschaft
- 1995 Bester Torhüter der B-Weltmeisterschaft
- 1995 All-Star-Team der B-Weltmeisterschaft